# Hydrocotyle capillaris
Hydrocotyle capillaris är en växtart i släktet Hydrocotyle och familjen araliaväxter.
Arten förekommer i södra Australien och på Tasmanien. Den beskrevs av Ferdinand von Mueller 1864.